# Třebíč
Třebíč (în germană Trebitsch) este un oraș în partea de sud a Cehiei, pe Râul Jihlava.
Cartierul evreiesc și biserica Sf. Procopie din acest oraș au fost înscrise în anul 2003 pe lista patrimoniului cultural mondial UNESCO.

## Istoric
În data de 14 mai 1468 orașul a fast cucerit de regele Matia Corvinul, aflat în conflict cu George Podiebrad.

## Personalități
- Bohumír Šmeral (1880 - 1941), politician comunist;
- Jan Syrový (1888 - 1970), general;
- Miroslav Donutil (n. 1951), actor, cântăreț;
- Věra Jourová (n. 1964), comisar european pentru Justiție;
- Theodor Gebre Selassie (n. 1986), fotbalist